# Kostel svatého Antonína Velikého (Liberec)
Kostel svatého Antonína Velikého v Liberci je římskokatolický farní a arciděkanský novogotický kostel, jehož historie sahá až do roku 1579. Nachází se v Kostelní ulici v prostoru mezi náměstím Dr. Edvarda Beneše a Sokolovským náměstím v libereckém Starém Městě a je jednou z dominant města. Je chráněn jako kulturní památka. V blízkosti kostela se nachází budova farnosti a arciděkanství.

## Historie

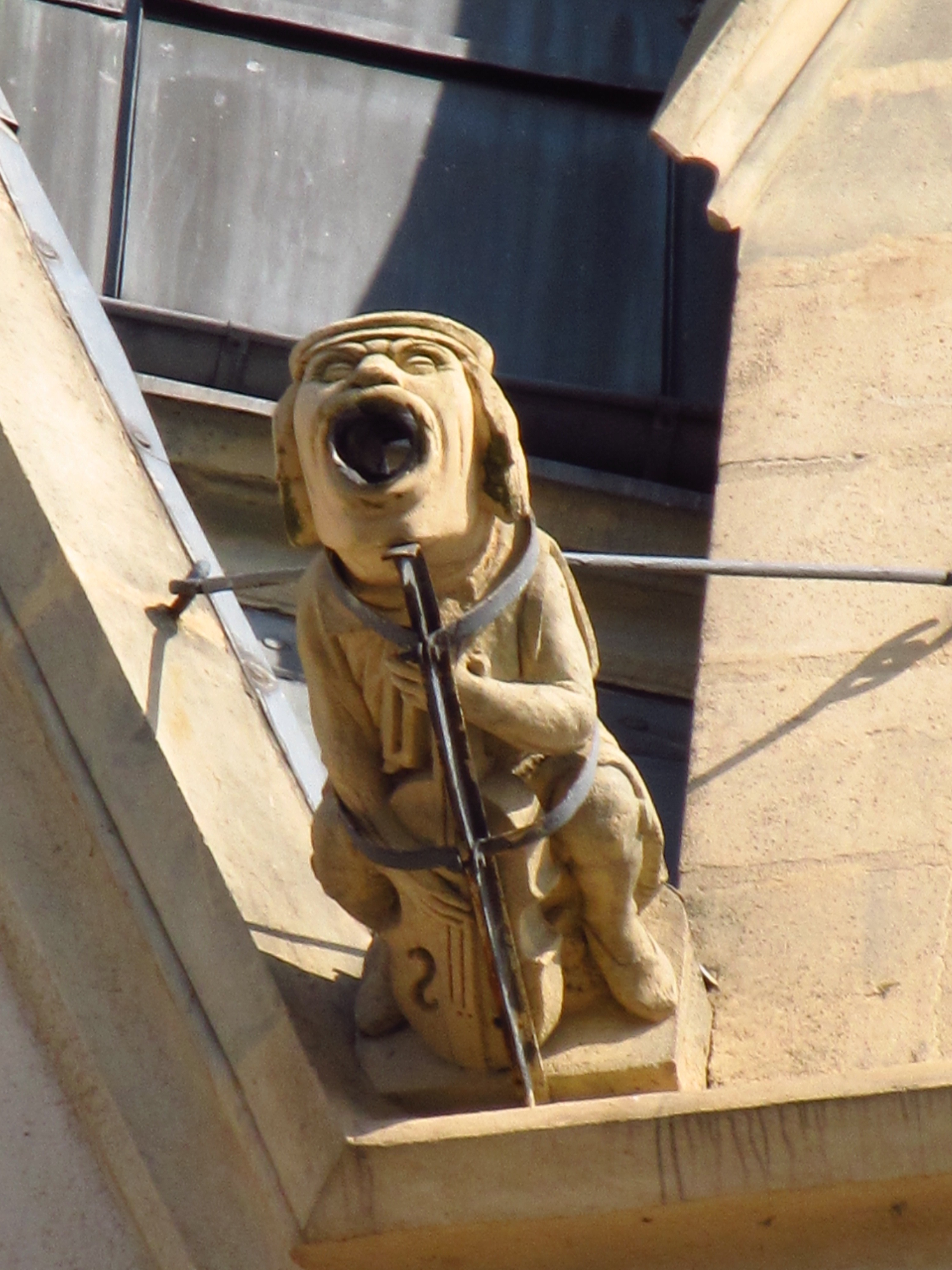
Chrlič na střeše kostela sv. Antonína Velikého v Liberci

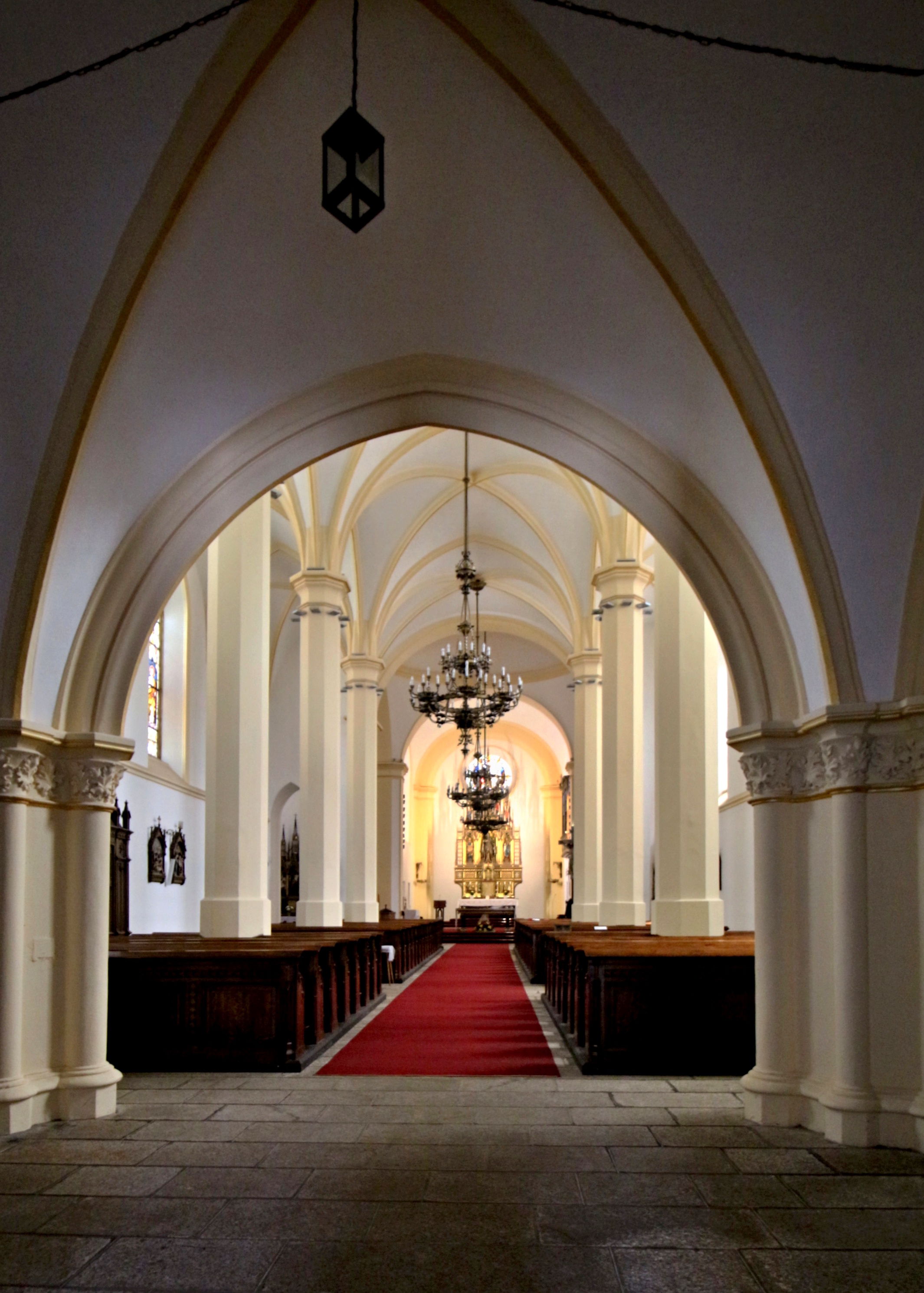
Interiér kostela

Dnešní kostel stojí na místě staršího dřevěného, snad roubeného, kostela, který stával uprostřed tehdejšího obecního hřbitova ještě ve 14. století.
Přestavba původní dřevěné stavby na zděný trojlodní kostel podle plánů neznámého stavitele ze Zhořelce byla zahájena 17. června 1579 a prováděl ji zednický mistr Georg Leypold. Základní kámen nové stavby byl položen 24. září a šlo tak o první kamennou stavbu v Liberci. O její sochařskou výzdobu se postarali Christoph Briefe a také Michel s Georgem z Hodkovic.
Výstavba samotné čtvercové věže v gotickém stylu trvala tři roky, až 20. září 1582 byla na její vrchol osazena makovice, do které vložil tehdejší hejtman Jáchym Oldřich z Rosenfeldu pamětní listinu. Stavbu dlouhou 47 loktů (36,6 m) však původní mistr nedokázal dokončit, patrně neměl dostatek odborných znalostí, aby provedl zaklenutí chrámového prostoru. To se podařilo až dalšímu staviteli Marku Antoniovi Spaziovi, který musel stavbu zpevnit opěrnými pilíři a zesílením sloupů. Práci zakončil 30. listopadu 1587. Kostel byl poté několikrát opravován, několikrát jej zasáhl blesk. Nejhorší škody však utrpěl za třicetileté války, kdy jej Švédové vyplenili a poškodili varhany. Až do stavby kostela svatého Kříže roku 1695 to byl jediný kostel v Liberci.
Protože chrám časem přestal stačit zvýšenému počtu věřících, rozhodl se jej roku 1733 hrabě Filip Josef z Gallasu rozšířit. Přestavbu svěřil Johannu Felgenhauerovi z Nového Města pod Smrkem. Ten kostel prodloužil o 20 loktů (15,6 m) a doplnil jej příčnou lodí, současně renovoval věž, oltáře i kazatelnu. Přestavba skončila 16. října 1735. Věž byla poté opět několikrát zasažena bleskem. Požár následující po úderu roku 1787 dokonce roztavil všechny čtyři zvony.
Po renovaci roku 1859 se začalo uvažovat o nahrazení původní, relativně nízké (37,30 m) věže, věží novější a vyšší. Vypracováním projektu byl pověřen vídeňský architekt Ludwig Tischler, který na něm pracoval se stavebním radou Heinrichem Ferstelem. Liberecká společnost Sachers a Gärtner začala s výstavbou 27. října 1879 a dokončila ji 27. srpna 1880 osazením makovice a kříže na jejím vrcholu. Věž dostala nové hodiny osvětlené plynovou lampou a štíhlou jehlanovitou střechu, dosáhla výšky 70,50 m, čímž byla na dlouhá léta nejvyšší budovou ve městě.
Během stavby byla také snížena podlaha chrámu o 50 cm a zrušeny tři podzemní krypty. Významných změn se dočkal také interiér kostela, který vymaloval podle návrhu vídeňského malíře J. Jobsta liberecký malíř Otto Dresen. Vitráže do čtrnácti goticky tvarovaných oken dodali Filip Pohl a žitavský malíř Türcke. Kamenická firma Leimer a synové z Vídně zhotovila hlavní i oba postranní oltáře a také novou kazatelnu. Byl přestavěn také hudební chór a varhany. Kostelní lavice zhotovil ruprechtický truhlář Franz Schefler podle návrhu profesora Artura Brausewettera z liberecké průmyslovky.
Samotné úpravy interiéru začaly 21. března 1881 a kostel byl znovuotevřen 20. ledna 1883. Dne 13. června 1883 jej – již jako arciděkanský – vysvětil litoměřický biskup Jan Schöbel. Postavením nového hlavního oltáře a vybavením interiéru získal kostel téměř svou současnou podobu.
V roce 1930 do něj byly instalovány nové varhany a v roce 1957 přibyla dvojice zvonů, jako náhrada za původní, zničené přišel za války. V roce 1976 bylo ruční vyzvánění nahrazeno elektrickým. Kostel byl i poté několikrát opravován: v letech 1969–71, 1978 (boční oltáře), 1980 (obrazy křížové cesty), 1981 (hlavní oltář a kazatelna), 1994 (střecha).
Duchovní správci kostela jsou uvedeni na stránce: Římskokatolická farnost – arciděkanství Liberec.